# 广东省火星农场
广东省火星农场是位于中国广东省茂名市的高州市、茂南区境内的一所以种植橡胶为主的国有农场。农场创建于1952年，隶属于广东农垦系统，为广东省农垦集团公司茂名分公司（茂名农垦局）下属十二家国营农场之一。
场部位于高州市东郊。农场土地面积5.63万余亩，总人口1.02万人。其辖区以火星农场之名列为高州市的类似乡级单位。

## 行政区划
下辖4区、36个基层单位，含32个橡胶生产队。分布于茂南区、高州市的12个镇（街道），48个村委会。行政上，下辖以下地区：
火星农场虚拟社区。